# Liste der Biografien/Schmid
Liste der Biografien |
Portal Biografien |
Personensuche
# |
A |
B |
C |
D |
E |
F |
G |
H |
I |
J |
K |
L |
M |
N |
O |
P |
Q |
R |
S |
T |
U |
V |
W |
X |
Y |
Z |
?
 
Sa |
Sb |
Sc |
Sd |
Se |
Sf |
Sg |
Sh |
Si |
Sj |
Sk |
Sl |
Sm |
Sn |
So |
Sp |
Sq |
Sr |
Ss |
St |
Su |
Sv |
Sw |
Sy |
Sz
 
Sca–Sce |
Sch |
Sci–Scz
 
Scha |
Schc |
Schd |
Sche |
Schg |
Schi |
Schj |
Schk |
Schl |
Schm |
Schn |
Scho |
Schp |
Schr |
Schs |
Scht |
Schu |
Schv |
Schw |
Schy
 
Schma |
Schme |
Schmi |
Schmo |
Schmu |
Schmy
 
Schmic |
Schmid |
Schmie |
Schmig |
Schmik |
Schmil |
Schmin |
Schmir |
Schmis |
Schmit
 
Schmida |
Schmidb |
Schmide |
Schmidf |
Schmidg |
Schmidh |
Schmidi |
Schmidj |
Schmidk |
Schmidl |
Schmidm |
Schmidp |
Schmidr |
Schmids |
Schmidt |
Schmid, A |
Schmid, B |
Schmid, C |
Schmid, D |
Schmid, E |
Schmid, F |
Schmid, G |
Schmid, H |
Schmid, I |
Schmid, J |
Schmid, K |
Schmid, L |
Schmid, M |
Schmid, N |
Schmid, O |
Schmid, P |
Schmid, R |
Schmid, S |
Schmid, T |
Schmid, U |
Schmid, V |
Schmid, W |
Schmid, Y
Die Liste der Biografien führt alle Personen auf, die in der deutschsprachigen Wikipedia einen Artikel haben. Dieses ist eine Teilliste mit 45 Einträgen von Personen, deren Namen mit den Buchstaben „Schmid“ beginnt.

## Schmid

### Schmid M
- Schmid Mast, Marianne (* 1965), Schweizer Psychologin

### Schmid N
- Schmid Noerr, Friedrich Alfred (1877–1969), deutscher Schriftsteller
- Schmid Noerr, Gunzelin (* 1947), deutscher Philosoph und Hochschullehrer

### Schmid V
- Schmid von Grüneck, Georg (1851–1932), römisch-katholischer Bischof des Bistums Chur
- Schmid von Grüneck, Johannes, Schweizer Glockengiesser in Chur
- Schmid von Leubas, Jörg († 1526), Bauernführer
- Schmid von Schmidsfelden, Adolf (1859–1917), österreichischer Industrieller
- Schmid von Schmidsfelden, August der Ältere (1863–1941), österreichischer Industrieller
- Schmid von Schmidsfelden, Johann Georg (1606–1673), deutscher Adeliger
- Schmid von Schwarzenhorn, Johann Rudolf (1590–1667), habsburgischer Diplomat
- Schmid von Steinheim, Johannes, Bibliothekar des Klosters St. Gallen

### Schmid-A
- Schmid-Ammann, Paul (1900–1984), Schweizer Journalist und Politiker

### Schmid-B
- Schmid-Breitenbach, Franz Xaver (1857–1927), Maler der Münchner Schule
- Schmid-Burgk, Johannes (* 1937), deutscher Astrophysiker, Astronom und Hochschullehrer
- Schmid-Burgk, Jonathan (* 1986), deutscher Mediziner (Immunologe)
- Schmid-Burgk, Klaus (1913–1984), deutscher Jurist und Politiker (CDU), MdHB, MdB
- Schmid-Burgk, Max (1860–1925), deutscher Kunsthistoriker und Museumsdirektor
- Schmid-Burgk, Sonja (1911–1999), deutsche Historikerin und Autorin

### Schmid-C
- Schmid-Christian, Erdmute (* 1943), deutsche Schauspielerin

### Schmid-E
- Schmid-Egger, Christian, deutscher Agrarwissenschaftler, Entomologe, Journalist und Medientrainer
- Schmid-Ehmen, Kurt (1901–1968), deutscher Bildhauer
- Schmid-Eickhoff, Herbert (* 1953), deutscher Unternehmer

### Schmid-F
- Schmid-Federer, Barbara (* 1965), Schweizer Politikerin (CVP)Barbara Schmid-Federer (* 1965)

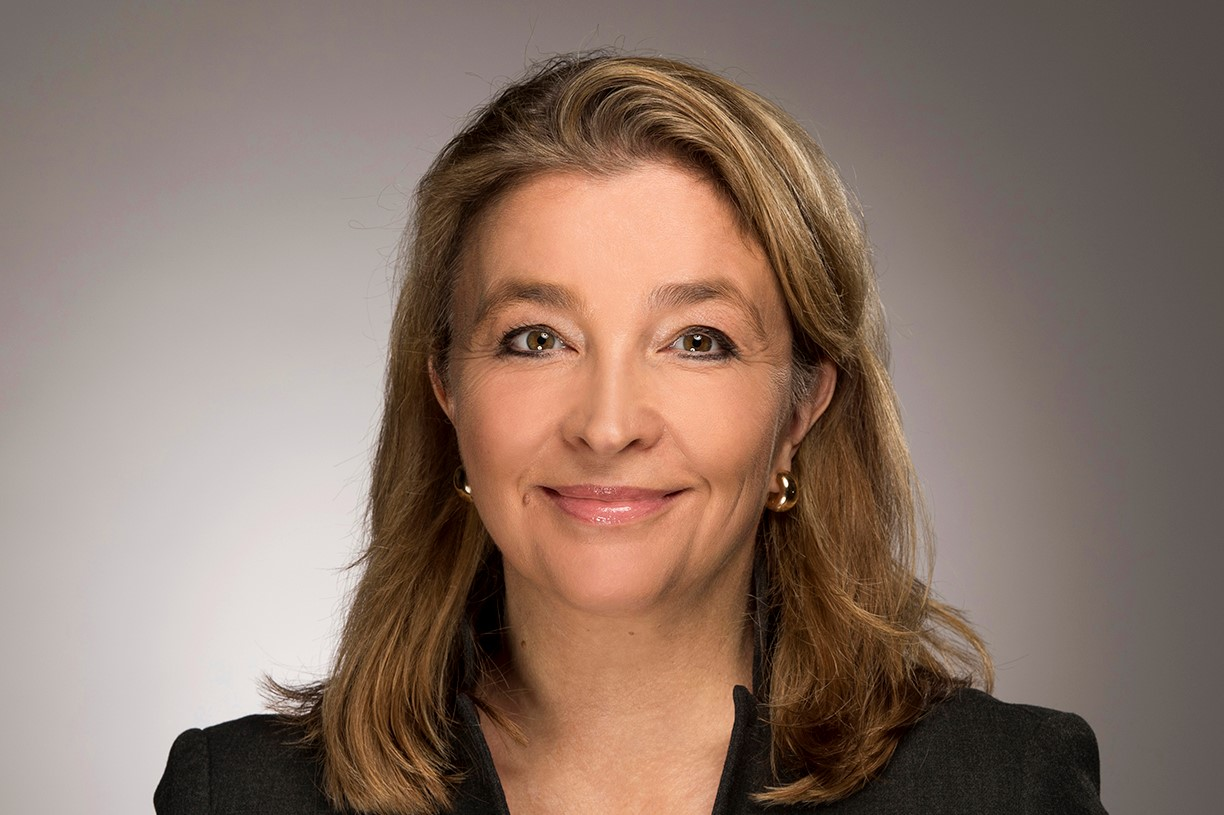
Barbara Schmid-Federer (* 1965)

### Schmid-G
- Schmid-Giovannini, Susann (* 1928), österreichisch-schweizerische Gehörlosenpädagogin
- Schmid-Goertz, Gustav (1889–1965), deutscher Landschaftsmaler, Grafiker und Scherenschnittkünstler
- Schmid-Göringer, Rosa (1868–1958), österreichische Malerin

### Schmid-H
- Schmid-Hempel, Paul (* 1948), Schweizer Biologe, Parasitologe und Hochschullehrer
- Schmid-Hollinger, Rudolf (* 1935), Schweizer Pflanzensammler und Biologielehrer

### Schmid-K
- Schmid-Keller, Susanne (* 1956), Schweizer Politikerin (SP)
- Schmid-Kerez, Emil (1843–1915), Schweizer Architekt
- Schmid-Kunz, Johannes (* 1964), Schweizer Volksmusiker, Tanzleiter und Kulturmanager

### Schmid-L
- Schmid-Lindner, August (1870–1959), deutscher Pianist, Komponist und Hochschullehrer
- Schmid-Lossberg, Heinz (* 1905), deutscher Wirtschaftsfunktionär

### Schmid-M
- Schmid-Meil, Konrad (1909–1969), deutscher Maler und Künstler

### Schmid-O
- Schmid-Ospach, Michael (1945–2022), deutscher Journalist

### Schmid-P
- Schmid-Petri, Hannah (* 1980), deutsche Medienwissenschaftlerin
- Schmid-Petry, Erika (* 1943), deutsche Politikerin (FDP), MdA

### Schmid-R
- Schmid-Reiter, Isolde, österreichische Theaterwissenschaftlerin
- Schmid-Reutte, Ludwig (1862–1909), österreichisch-deutscher Maler und Hochschullehrer

### Schmid-S
- Schmid-Sachsenstamm, Walter (1891–1945), österreichischer Psychiater und Beteiligter an Krankenmorden zur NS-Zeit
- Schmid-Schickhardt, Horst (1937–2016), deutscher Bankkaufmann und Schickhardt-Forscher
- Schmid-Schönbein, Holger (1937–2017), deutscher Physiologe und Hochschullehrer
- Schmid-Sutter, Carlo (* 1950), Schweizer Politiker (CVP)Carlo Schmid-Sutter (* 1950)

Carlo Schmid-Sutter (* 1950)

### Schmid-W
- Schmid-Wallis, Friedrich (1925–2018), deutscher Paläontologe
- Schmid-Wildy, Ludwig (1896–1982), bayerischer Volksschauspieler, Regisseur, Autor und Erfinder